# FIFA 16
FIFA 16 is een voetbalsimulatiespel ontwikkeld door EA Canada. Het is het 23e deel in de FIFA Football-reeks. FIFA 16 werd op 25 september 2015 door EA Sports uitgebracht voor pc, PlayStation 3, PlayStation 4, Xbox 360 en Xbox One. Het Nederlandstalige commentaar wordt verzorgd door Evert ten Napel en co-commentator Youri Mulder.
Veranderingen ten opzichte van de voorgaande versie:
- Introductie van het vrouwenvoetbal
- Optie om te trainen in carrièremodus
- Vriendschappelijke voorbereidingstoernooien in carrièremodus
- FUT Draft
- Scheidsrechter gebruikt vanishing spray bij vrije trappen

## Cover
FIFA 16 is het eerste computerspel waarbij fans per regio konden stemmen welke speler er naast Lionel Messi op de cover zou staan:
| Regio                                       | Cover voetballer            |
| ------------------------------------------- | --------------------------- |
| Japan                                       | Shinji Kagawa               |
| Frankrijk                                   | Antoine Griezmann           |
| Australië                                   | Stephanie Catley Tim Cahill |
| Mexico                                      | Marco Fabián                |
| Verenigd Koninkrijk + Ierland               | Jordan Henderson            |
| Brazilië                                    | Oscar                       |
| Latijns-Amerika (m.u.v. Brazilië en Mexico) | Juan Cuadrado               |
| Polen                                       | Arkadiusz Milik             |
| Canada                                      | Christine Sinclair          |
| Verenigde Staten                            | Alex Morgan                 |
| Oostenrijk                                  | David Alaba                 |
| Saoedi-Arabië                               | Yasser Al-Shahrani          |
| Italië                                      | Mauro Icardi                |
| Turkije                                     | Arda Turan                  |

## Soundtracks
| Artiest                        | Nummer               | Land                      |
| ------------------------------ | -------------------- | ------------------------- |
| All Tvvins                     | Darkest Ocean        | Vlag van Ierland          |
| April Towers                   | A Little Bit Of Fear | Vlag van Engeland         |
| Atlas Genius                   | Stockholm            | Vlag van Australië        |
| AURORA                         | Conqueror            | Vlag van Noorwegen        |
| BaianaSystem                   | Playsom              | Vlag van Brazilië         |
| Baio                           | Sister of Pearl      | Vlag van Verenigde Staten |
| BANNΞRS                        | Shine A Light        | Vlag van Engeland         |
| Bastille                       | Hangin'              | Vlag van Engeland         |
| Beck                           | Dreams               | Vlag van Verenigde Staten |
| Bomba Estéreo                  | Soy Yo               | Vlag van Colombia         |
| BØRNS                          | Fool                 | Vlag van Verenigde Staten |
| Coasts                         | Tonight              | Vlag van Engeland         |
| Disclosure ft. Sam Smith       | Omen                 | Vlag van Engeland         |
| Durante ft. Chuck Ellis        | Slow Burn            | Vlag van Verenigde Staten |
| Everything Everything          | Distant Past         | Vlag van Engeland         |
| Foals                          | Mountain At My Gates | Vlag van Engeland         |
| Gin Wigmore                    | New Rush             | Vlag van Nieuw-Zeeland    |
| Icona Pop                      | Emergency            | Vlag van Zweden           |
| Jax Jones                      | Yeah Yeah Yeah       | Vlag van Engeland         |
| John Newman ft. Charlie Wilson | Tiring Game          | /                         |
| Kaleo                          | Way Down We Go       | Vlag van IJsland          |

| Artiest                        | Nummer                                      | Land                      |
| ------------------------------ | ------------------------------------------- | ------------------------- |
| Kygo                           | ID                                          | Vlag van Noorwegen        |
| Louis The Child ft. K.Flay     | It's Strange                                | Vlag van Verenigde Staten |
| Miami Horror                   | All It Ever Was                             | Vlag van Australië        |
| Nothing but Thieves            | Trip Switch                                 | Vlag van Engeland         |
| No Wyld                        | Let Me Know                                 | Vlag van Nieuw-Zeeland    |
| Of Monsters and Men            | Crystals                                    | Vlag van IJsland          |
| Parade of Lights               | Feeling Electric                            | Vlag van Verenigde Staten |
| RAC ft. Nate Henricks          | Back Of The Car                             | /                         |
| Raury                          | Crystal Express                             | Vlag van Verenigde Staten |
| Seinabo Sey                    | Pretend                                     | Vlag van Zweden           |
| Skylar Grey ft. X Ambassadors  | Cannonball                                  | Vlag van Verenigde Staten |
| Slaptop                        | Walls                                       | Vlag van Verenigde Staten |
| Speelburg                      | Lay It Right                                | /                         |
| Swim Deep                      | One Great Song And I Could Change The World | Vlag van Engeland         |
| The Royal Concept              | Smile                                       | Vlag van Zweden           |
| The Very Best ft. Jutty Taylor | Makes A King                                | /                         |
| Tiggs da Author                | Run                                         | /                         |
| Unknown Mortal Orchestra       | Can’t Keep Checking My Phone                | /                         |
| X-Wife                         | Movin' Up                                   | Vlag van Portugal         |
| Years & Years                  | Gold                                        | Vlag van Engeland         |
| ZIBRA                          | Goodbye Mondays                             | Vlag van Engeland         |